# 武略将军墓
武略将军墓，位于中国广东省湛江市雷州市纪家镇房高村坡，为湛江市雷州市的一个市级文物保护单位，类型为古墓葬，公布时间为1992年12月9日。
武略将军墓的历史年代为明代。